# Dienstadel
Der Dienstadel war zunächst ein persönlicher Amtsadel, durch Erblichkeit in die nächste Generation konnte dies zur weiteren Nobilitierung führen. Im Laufe des Mittelalters wurde diese Vorgehensweise nicht nur für den königlichen Dienst, sondern auch für Dienstmannen von Fürstentümern und Hochstiften angewandt.

## Frühes Mittelalter
Die Dienstadeligen im frühen Mittelalter (Ministerialität) waren ursprünglich im königlichen oder kaiserlichen Dienst stehende Gefolgsleute, denen der Herrscher eine Stelle an seinem Hof oder im Dienste des Reiches verliehen hatte. Die Könige verliehen den durch Eroberung erworbenen Grundbesitz zunächst den Heerführern, welche damit ihren ererbten Allodialbesitz verbanden, und den Besitz mit dem Amt (z. B. der Grafenwürde) erblich zu machen verstanden. Zunächst wurde dadurch nur ein persönlicher Dienstadel begründet, der jedoch durch die Verbindung von Amt und verliehenem Grundbesitz in einen erblichen Adel überging. Er bildete im Laufe der Zeit eine neue Führungsschicht und ging im 12. Jahrhundert im Hochadel auf.

## Hohes und spätes Mittelalter, frühe Neuzeit
Im hohen und späten Mittelalter entwickelte sich eine neue Art des Dienstadels, diese stammten hauptsächlich von Ritterbürtigen, Semperfreien und Schöffenbarfreien ab. In den nördlichen Hochstiften entwickelte sich daraus der Stiftsadel, die den späteren norddeutschen Niederadel bildeten, denn viele westfälische, nordrheinische und norddeutsche Dienstadelige wurden später im Heiligen Römischen Reich als adelig anerkannt. Der erste „alte“ Stiftsadel schaffte es dann teilweise über den Freiherrenstand bis hin zum Grafenstand, der „neuere“ Dienstadelsstand meistens nur in den untitulierten Adelsstand. In südlichen Hochstiften wie zum Beispiel im Hochstift Worms und Kurfürstentum Mainz (siehe Dienstadel in Mainz) gab es nur 4 Stände freie Reichsritter, Bürger, Bauern und Beisassen (Zugereiste). Der vererbbare Dienstadel wurde zum (zahlenmäßig kleinen) Bürgertum gezählt. Die Reichsritter, die alle hohen Ämter beanspruchten, verhinderten eine stärkere Herausbildung eines unbetitelten niederen Dienstadels. Viele Mitglieder dieses niedrigsten Adels gingen nach Niedergang des Alten Reiches im allgemeinen Bürgertum auf, nur wenige schafften eine Adelsanerkennung in Deutschland.